# Vincent Klingbeil
 (août 2021).
 (février 2025).
Motif : 0 source secondaires centrée sur ce monsieur qui manifestement a mandaté quelqu'un pour créer un article sur lui, sur les 4 sources de l'articles 3 ne sont pas centrée sur lui (et la notoriété n'est pas contagieuse WP:NOTCONT) et la 4ème est une interview donc primaire
- Archive Wikiwix
- Bing
- Cairn
- DuckDuckGo
- E. Universalis
- Gallica
- Google
- G. Books
- G. News
- G. Scholar
- Persée
- Qwant
- (zh) Baidu
- (ru) Yandex
- (wd) trouver des œuvres sur Wikidata

| 1. | Préciser le motif de la pose du bandeau. | Précisez le motif de la pose du bandeau en utilisant la syntaxe suivante : {{admissibilité à vérifier\|date=mars 2025\|motif=remplacez ce texte par le motif}}                         |
| 2. | Informer les utilisateurs concernés.     | Pensez à avertir le créateur de l'article, par exemple, en insérant le code ci-dessous sur sa page de discussion : {{subst:avertissement admissibilité à vérifier\|Vincent Klingbeil}} |

 (février 2025).
Il peut être nécessaire de l'améliorer pour respecter le principe de neutralité de point de vue. Veuillez consulter la page de discussion pour plus de détails.

Vincent Klingbeil, né le 26 novembre 1980, est un entrepreneur français. Après avoir commencé sa carrière en tant qu’avocat, il s’est reconverti dans l’entrepreneuriat. Après avoir lancé plusieurs start-up il a cofondé AMETIX qu’il a revendue au bout de 6 ans au groupe la Poste et est actuellement le cofondateur & CEO d’European Digital Group.

## Biographie

### Éducation et débuts
Vincent Klingbeil est diplômé d'un master de droit des affaires et de fiscalité de l'Université Paris II Panthéon Assas ainsi que d'un Master en management (programme Grande Ecole) d'Audencia Nantes Ecole de Management (ESC Nantes) et du Certificat d'Aptitude à la Profession d'Avocat (CAPA). Durant son parcours il a également étudié à Ohio State University Fisher College of Business.[réf. nécessaire]
Il commence sa carrière en tant qu'avocat d'affaires chez White&Case LLP puis est devenu entrepreneur dans le secteur du Web.

### Carrière
Après avoir créé plusieurs start-ups, il cofonde en 2011 la société Ametix, une société de conseil en transformation digitale, avec Stéphane Boukris et Patrick Bunan[source insuffisante].
En avril 2017, il revend Ametix au groupe la Poste via sa filiale Docaposte.
En 2019, Vincent Klingbeil lance, en association avec le fonds d'investissement Montefiore, la plateforme European Digital Group.
En Décembre 2024, Vincent Klingbeil est élu "Entrepreneur de l'année" par le média Stratégies .
Vincent Klingbeil est également producteur et animateur de l’émission le Tech Show[réf. nécessaire].